# 余家強

## 簡介
余家強，資深傳媒人，在香港長大，中文大學中國語言及文學系畢業，曾任職新報港聞版、明報副刊，長期主編壹週刊B冊，其後轉職OTT平台總編輯，現為小說作者、專欄作家，從事多媒體創作。 於2019年年底推出小說《佛系推理》，於2021年推出影視評論集《大台起伏史》及訪問整理《為光音作證》。

學生時代，曾獲第十九屆青年文學奬小說高級組冠軍。

## 電視節目
亞視《亞視娛樂這加強》
TVB《加料》(嘉賓)

## 專欄
信報《後不變期》、影評《思前。賞後》、《千古江山》、《小說港》
蘋果日報 《有限創意》、《人事音書》
am730《大開眼界》
商台雷霆881聲音專欄《家強娛樂》
壹週刊《高清低智》

## 專訪
信報《如沐春風》
蘋果日報《蘋人誌》
壹週刊《豪語錄》

## 著作
《佛系推理》(小說)
《大台起伏史》(影視評論集)
《為光音作證——潘源良香港誌記》(訪問整理)

## 教學相關
歷屆賽馬會JSR記者課程導師
九龍真光中學推理小說寫作班導師
浸會大學國際學院演講人物專訪技巧
將軍澳官立中學專題講座——閱讀與應對、寫作
華英中學：用圖片說故事
獅子會中學記者訓練課程導師
仁濟醫院董之英紀念中學足球延伸課程
何文田官立中學、五育中學、浸信會呂明才中學：推理小說十本好書講座

## 外部連結
雷霆881聲音專欄《家強娛樂》
首本著作《佛系推理》
余家強個人FACEBOOK專頁
am730《大開眼界》 （页面存档备份，存于）
家強娛樂圈文章網頁 （页面存档备份，存于）
接受電台訪問 談散文寫作
人物專訪短片精選
《大台起伏史》網購 （页面存档备份，存于）
接受 JET magazine 專訪 （页面存档备份，存于）
《為光音作證》網購 （页面存档备份，存于）
主講文學放得開番外篇:浪子與他們的產地 （页面存档备份，存于）
文學放不開讀書會 主講 古龍《多情劍客無情劍》
接受《中大校友》訪問 （页面存档备份，存于）